# Stephen Malkmus (álbum de Stephen Malkmus)
Stephen Malkmus es el álbum homónimo debut de Stephen Malkmus, lanzado el 13 de febrero de 2001, por Matador Records. Malkmus había planeado crear un disco por sí mismo, o a través de un sello discográfico más pequeño y local. Finalmente, sin embargo, aceptó la oferta de Matador Records para lanzarlo con ellos. Existen CDs promocionales prelanzamiento del álbum bajo los títulos Jicks y Swedish Reggae. Malkmus intento lanzar el álbum bajo el nombre de The Jicks, pero Matador insistió en que el álbum sea lanzado bajo su propio nombre. El álbum alcanzó la posición #124 en Estados Unidos y #49 en el Reino Unido.

## Respuesta de la crítica
Stephen Malkmus recibió reseñas positivas de los críticos musicales. Rob Sheffield, escritor de la Rolling Stone, comparó al álbum favorablemente con los debuts en solitario de Tom Verlaine (Television) y Lou Reed (The Velvet Underground), comentando "liberado de las limitaciones de una banda que no lo limitaba mucho, [Malkmus] lidia con el problema de que hacer con todos los espacios vacíos en la música". De manera similar, el escritor Nick Mirov de Pitchfork opinó que Malkmus "ha recuperado su ritmo de composición, y se lo oye mas confiado de lo que ha estado en mucho tiempo". El álbum apareció en el puesto #28 en las encuestas de Pazz & Jop de The Village Voice del año 2001.

## Lista de canciones
| N.º | Título                  | Duración |  |
| 1.  | «Black Book»            | 4:23     |  |
| 2.  | «Phantasies»            | 2:40     |  |
| 3.  | «Jo Jo's Jacket»        | 4:01     |  |
| 4.  | «Church on White»       | 3:20     |  |
| 5.  | «The Hook»              | 3:03     |  |
| 6.  | «Discretion Grove»      | 3:14     |  |
| 7.  | «Troubbble»             | 1:40     |  |
| 8.  | «Pink India»            | 5:54     |  |
| 9.  | «Trojan Curfew»         | 4:06     |  |
| 10. | «Vague Space»           | 2:56     |  |
| 11. | «Jenny and the Ess-Dog» | 2:45     |  |
| 12. | «Deado»                 | 3:37     |  |

## Personal
- Stephen Malkmus – voz, guitarra, teclado, sintetizador, bajo
- John Moen – batería, percusión, corista
- Heather Larimer – percusión, corista
- Joanna Bolme – piano, sintetizador, bajo, claves, corista